# Familjen Flax
Familjen Flax (en. Hi and Lois) är en tecknad serie som gavs ut första gången den 18 oktober 1954. Serien tecknades först av Dik Browne och för seriemanuset stod Mort Walker. Idag är det deras söner som skapar serien.
Familjen Flax handlar om förortsparet Max och Lois Flax, deras barn Chip, Dot, Ditto, Trixie och hunden Dawg, samt andra i deras omgivning. Knasen i serien med samma namn är bror till Lois och det händer att de gästspelar i varandras serier, då det är Mort Walker som skapat båda. Från början var figuren Lois Flax enbart en syster till Knasen som han sökte sig till när han inte var i det militära. Lois var i sin tur gift med Max. Efter en tid fick paret Lois och Max en egen serie istället.
I Sverige har serien publicerats i tidningarna Knasen, Trixie, SeriePressen Comic Magazine, Hemmets Veckotidning, Lilla Fridolf och Schassen och Knasen.